# Hannibal-Direktive
Die Hannibal-Direktive (hebräisch נֹהַל חַנִיבַּעַל Nohal Chanībaʿal, deutsch ‚Hannibal-Verfahren‘; Plene: נוהל חניבעל) ist eine geheime und kontroverse Direktive der israelischen Armee, die das Vorgehen der Truppe regelt, wenn israelische Soldaten in feindliche Gefangenschaft geraten und dabei auch die Liquidation eigener Soldaten erlaubt.

## Inhalt der Direktive
Die israelische Zensur verbot es Journalisten siebzehn Jahre lang, über die Direktive zu berichten, und ihr genauer Inhalt ist bis heute nicht völlig klar.
Im Jahr 2003 berichtete schließlich Haʾaretz, dass ein toter Soldat aus Sicht der Armee besser sei als ein gefangener Soldat, der leidet und den Staat zwingen könnte, im Rahmen eines Austausches tausende Gefangene freizulassen, um seine Freilassung zu erwirken.
Nach der „Hannibal-Direktive“ sind israelische Kommandeure und Soldaten offenbar angehalten, alles in ihrer Macht Stehende zu tun, um eine Gefangennahme zu verhindern, auch wenn dies den Tod des Gefangenen nach sich zieht. Der Gefangene selbst ist angeblich ebenfalls angehalten, nicht lebend in Gefangenschaft zu geraten und sich und seine Entführer im äußersten Fall mittels Handgranate zu töten.
Nach der Anwendung der „Hannibal-Direktive“ in Rafah im Gazastreifen Anfang August 2014 wurde die Direktive dahingehend interpretiert, dass die israelische Armee alles tun müsse, den israelischen Gefangenen zu töten, wenn sie ihn nicht unmittelbar befreien kann.

## Anwendung
Während des Angriffs der israelischen Armee auf die im Gazastreifen regierende Hamas im Juli und August 2014 wurde der israelische Soldat Hadar Goldin vermisst. Nachdem Hamas-Quellen von einer erfolgreichen Verschleppung eines israelischen Soldaten berichteten, musste die Armee von einer Entführung ausgehen. Bei der Anwendung der „Hannibal-Direktive“ Anfang August 2014, einem massiven Angriff mit Panzermunition, Artilleriebeschuss und Luftangriffen, „um das Gebiet zu isolieren, in dem man Goldin vermutete“, wurden 130 bis 150 Palästinenser getötet, die meisten davon Zivilisten, darunter zahlreiche Frauen und Kinder, die vor dem massiven Angriff nicht gewarnt worden waren. Nach Angaben aus Militärkreisen handelte es sich um die bislang aggressivste Operation dieses Typs der israelischen Armee. Später stellte sich heraus, dass Goldin schon im ersten Feuergefecht getötet worden war. Amnesty International und ein Forscherteam von Forensic Architecture erstellten einen Bericht auf der Grundlage von Zeitzeugeninterviews sowie Video- und Photoaufnahmen, aus dem die Forscher ableiteten, dass die Hannibal-Direktive der israelischen Armee in exzessiver Form angewendet worden war. Nach öffentlichen Anschuldigungen und internen Untersuchungen des als „Black Friday“ bezeichneten Vorgangs nahm das israelische Militär die Direktive im Jahr 2016 zurück. Sie wurde von einer Anordnung ersetzt, die zwischen Entführungen von Soldaten während und außerhalb von Gefechtszeiten unterscheidet.
Im Januar 2024 äußerte die israelische Zeitung Haʾaretz in einem Leitartikel den Verdacht, die Hannibal-Direktive sei beim Massaker von Beʾeri angewendet worden, und forderte eine Stellungnahme von den israelischen Streitkräften. Und Jediʿot Acharonot, auflagenstärkste israelische Zeitung, berichtete in ihrer Wochenendbeilage 7 Tage, dass am 7. Oktober 2023 aufgrund der Aktivierung der Hannibal-Direktive, Fahrzeuge, die in den Gazastreifen fuhren, von israelischen Kampfhubschraubern, Drohnen oder Panzern in die Luft gesprengt wurden. In vielen dieser Fahrzeuge befanden sich israelische Geiseln. Im Juli 2024 bestätigten Recherchen der Haʾaretz unter Militärangehörigen, dass der Hannibal-Einsatzbefehl außer in Beʾeri auch in mehreren israelischen Militärstützpunkten sowie an verschiedenen Stellen der Grünen Linie zum Gazastreifen auch gegen eigene Zivilisten verwendet wurde. Am 6. Februar 2025, in seinem ersten Interview nach seiner Entlassung als Verteidigungsminister, bestätigte Joʾav Galant, die umstrittene Hannibal-Direktive während des von der Hamas angeführten Angriffs am 7. Oktober 2023 erteilt zu haben, und lieferte damit die erste direkte Bestätigung durch ein hochrangiges Regierungsmitglied: „Ich denke, dass es taktisch an manchen Orten erteilt wurde und an anderen nicht, und das ist ein Problem“. Die Militärdirektive sah den Einsatz von Gewalt vor – selbst auf die Gefahr hin, eigene zivile Geiseln und eigene Soldaten zusammen mit ihren Entführern zu töten –, um zu verhindern, dass sie als Gefangene in die Hände des Feindes fallen.

## Kritik
Einige Kommandanten weigerten sich, ihren Truppen die „Hannibal-Direktive“ zu erklären, da sie diese für offenkundig rechtswidrig hielten.
Der Journalist und Netanjahu-Gegner Uri Miśgav nannte die „Hannibal-Direktive“ eine „Monstrosität“ (מפלצתיות) und „Kannibalismus“ (קניבליזם).
Die Dokumentation von Forensic Architecture zum Schwarzen Freitag 2014 wurde als Film Hannibal in Rafah im Jahr 2016 auf der Berlinale gezeigt.